# ديشار جميل
ديشار جميل (الاسم العلمي: Pteris pulchra) هو نوع نباتي يتبع جنس الديشار من فصيلة الديشارية.